# Telamona reclivata
Telamona reclivata är en insektsart som beskrevs av Fitch. Telamona reclivata ingår i släktet Telamona och familjen hornstritar. Inga underarter finns listade i Catalogue of Life.